# Almese
Almese (piemonti nyelven Almèis) egy olasz község (comune) a Piemont régióban.

## A település szülöttei
- Scipione Riva-Rocci (1863 – 1937) - orvos, a vérnyomásmérő feltalálója